# Kanalen in het Verenigd Koninkrijk

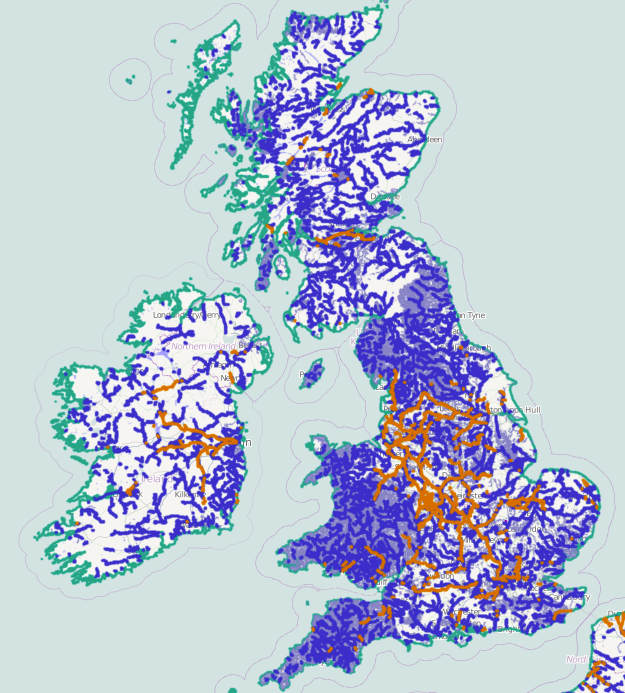
Kaart met alle bevaarbare waterwegen in het Verenigd Koninkrijk

Het Verenigd Koninkrijk kent uitgebreide netwerken van kanalen, die een groot deel van het land bestrijken. Deze kanalen verbinden veel bevaarbare rivieren met elkaar. Het gehele netwerk is met een niet te lange narrowboat bevaarbaar. Het merendeel van de kanalen is geschikt voor boten met een breedte van maximaal 7 voet (2,1 m) en een lengte tussen 55 en 80 voet (17 en 24 m). Sinds de jaren 60 van de twintigste eeuw worden ze vrijwel uitsluitend gebruikt voor pleziervaart. Tot ver in de negentiende eeuw waren het echter belangrijke transportroutes voor goederen. Zelfs een kleine narrowboat kan een vracht vervoeren die vele malen groter is dan wat een paard over hobbelige wegen kan trekken.
De in 2012 opgerichte Canal & River Trust (voorheen British Waterways) onderhoudt de meeste van de vaarwegen en ziet er op toe dat deze gedurende het gehele jaar, op ieder tijdstip van de dag, toegankelijk zijn.

## Geschiedenis
De eerste kanalen werden door de Romeinen in Brittannia aangelegd, voornamelijk voor irrigatie, maar ook voor transport. Een voorbeeld van een bevaarbaar kanaal uit deze periode is de Fosse Dyke. Deze bevaarbare kanalen verbonden de verschillende rivieren met elkaar, waardoor goederen zonder overladen over een groot gebied over water konden worden getransporteerd.
Het netwerk van kanalen groeide gestaag en evenredig met de vraag naar transport. Ten tijde van de Industriële revolutie in de achttiende en negentiende eeuw waren ze onontbeerlijk omdat de wegen en voertuigen uit die tijd de groei van het goederenvervoer niet aan konden. Vooral zware en/of kwetsbare vrachten, zoals gietijzer en aardewerk werden bij voorkeur over water vervoerd. Door de groei van het volume dat per vracht kon worden vervoerd daalde de prijs per eenheid waardoor de betaalbaarheid toenam, het afzetgebied van de leveranciers en fabrikanten werd daarmee vergroot. Door de prijsdaling konden meer mensen die niet in de directe omgeving van de fabrieken woonden zich de producten ervan veroorloven. Na het voltooien van het Bridgewater Canal en de prijsdaling van liefst 75% van steenkool in de stad Manchester die een gevolg daarvan was, volgden in een snel tempo andere kanalen die industriële gebieden, de grote steden en de belangrijke havens met elkaar verbonden. Het aanleggen van kanalen was een lucratieve bezigheid. De winstgevendheid van kanalen leidde op een zeker moment zelfs tot kanaalmanie (Canal mania), een zeepbel vergelijkbaar met de tulpenmanie in Nederland. Nieuwe kanalen onderscheidden zich van oude door het gebruik van nieuwe technieken, zoals sluizen en scheepsliften, waardoor men niet meer rond heuvels heen hoefde te graven. Langs de kanalen liep een jaagpad, waarover de schipper met zijn paard de boot voorttrok. Om in tijden van droogte zo min mogelijk water te verspillen bleven veel kanalen en sluizen smal.
Met de opkomst van de spoorwegen in de negentiende eeuw begon het belang van kanalen af te nemen. Vervoer per spoor bleek goedkoper, sneller en betrouwbaarder te zijn dan het vervoer over water. De snelheid van een stoomlocomotief was veel groter dan die van een door een paard voortgetrokken narrowboat. Om kosten te sparen en zo te concurreren verlieten de schippers hun huizen aan de wal en gingen met hun gezin op hun schip wonen. Paarden werden aan het einde van de achttiende eeuw vervangen door kleine stoommachines en later ook brandstofmotoren, maar uiteindelijk legde het vervoer over water het af tegen de spoorwegmaatschappijen. Deze kochten op hun beurt kanalen op om de vervoersrechten in bepaalde gebieden te verkrijgen.
Na de Tweede Wereldoorlog was transport per spoor en auto dusdanig goedkoper en sneller geworden dat de kanalen in onbruik raakten. Grote delen van het netwerk raakten overwoekerd of zo ernstig in verval dat scheepvaart onmogelijk was geworden. De winter van 1962-1963 was zo koud dat de kanalen gedurende drie maanden onbruikbaar waren. Dit was voor de laatste beroepsschippers de nekslag.
Na de Tweede Wereldoorlog ontstond belangstelling voor de Britse kanalen vanuit de hoek van de pleziervaart. Dit wordt toegeschreven aan L.T.C. Rolt, die in 1944 een boek schreef getiteld Narrow Boat", waarin een reis met de narrowboat "Cressy" werd beschreven. De oprichting van de Inland Waterways Association ter bescherming en behoud van de Britse waterwegen, en verhuurbedrijven die boten per week aan toeristen verhuurden, maakten een vakantie op een narrowboat populair. Mensen hadden meer vrije tijd te besteden en een vakantie op de kanalen was een populaire en ontspannende bezigheid.
In de jaren 60 moesten de liefhebbers van de kanalen het opnemen tegen overheden die de kanalen die voor de beroepsvaart niet meer rendabel waren het liefst zo snel mogelijk wilden sluiten. Uiteindelijk draaiden deze bij toen duidelijk werd dat goed onderhouden kanalen bootjes met toeristen aantrokken die hun geld in de plaatselijke horeca uitgaven. Men begon de inmiddels vervallen kanalen weer bevaarbaar te maken. Sommige moesten opnieuw worden gegraven omdat ze als vuilstortplaats waren gebruikt of omdat de kaden waren ingestort. Ook werden voor het eerst in honderd jaar weer nieuwe kanalen gegraven om routes compleet te maken en werden waterwerken zoals de Anderton Boat Lift hersteld en verbeterd. Het Falkirk-wiel werd mede met Europese subsidie gebouwd.

## Huidige situatie
Inmiddels bedraagt de totale lengte van het bevaarbare netwerk van kanalen en andere waterwegen in het Verenigd Koninkrijk ongeveer 2200 mijl (3500 km). Op een groot deel hiervan geldt een snelheidslimiet van 4 mph (6,4 km/h), gemeten ten opzichte van het land, ongeacht de stroomsnelheid van het water.
De meeste zijn verbonden met een groot Engels en Welsh netwerk dat loopt van Bristol naar Londen, Liverpool naar Goole en Lancaster naar Ripon, met verbindingen naar de Ierse Zee, de Noordzee, en de monding van de rivieren Humber, Theems, Mersey, Severn en Ribble. Dit netwerk is in zijn geheel bevaarbaar met een narrowboat van 7 voet (2,1 m) breed en maximaal 56 voet (17 m) lang. Er zijn ook diverse doorgaande routes die niet met dit netwerk zijn verbonden. Deze bevinden zich voornamelijk in Schotland, bijvoorbeeld van Glasgow naar Edinburgh via het Falkirk-wiel en van Inverness naar Fort William via Loch Ness.